# Дунаевский Orchestra
«Дунаевский ORCHESTRA» — музыкальная группа из Санкт-Петербурга. Создавалась силами профессиональных артистов, но состав менялся и расширялся. На сегодня все участники коллектива имеют высшее музыкальное или артистическое образование, что помогает грамотно и разнообразно аранжировать материал и превращать каждое выступление группы в шоу. Театральность остается одной из отличительных черт «Дунаевских» наряду с внестилевым существованием, русскоязычными текстами песен и исключительно позитивным посылом творчества. «Make people happy» — девиз группы «Дунаевский ORCHESTRA», которую называют также «оркестром хорошего настроения и сценического шоу». Лидер группы и вокалист Константин Дунаевский — артист Санкт-Петербургского государственного Молодёжного театра на Фонтанке, выпускник СПбГАТИ. Вокалистка Гульнара Гилязова — выпускница СПбГУКИ. Наличие в группе мужского и женского вокала превращает едва ли не каждую песню в своеобразный диалог и маленькую историю. До 2014 года группа носила название «ИсаакДунаевский».

## История

### 2011—2012
Группа возникла в конце 2011 года по инициативе артиста Константина Дунаевского, который предложил коллегам Алишеру Умарову и Никите Кузьмину попробовать себя на музыкальной сцене Санкт-Петербурга.
После нескольких репетиций коллективу предложили выступить гостями на концерте одной из петербургских групп. Пришлось срочно дать название коллективу для афиши. «ИсаакДунаевский» оказалось первым, что пришло в голову. Под этим названием группа просуществовала следующие 2,5 года.
Вскоре к группе присоединились Егор Закреничный (ударные), Гульнара Гилязова (вокал), Гиви Саркисян (труба). Таким составом группа просуществовала больше года.
В этот период группа активно выступает, делая ставку в большей степени на актёрство — в концерты включаются стихи, танцевальные номера, музыка пока является лишь дополнением, а само действо трудно назвать концертом, скорее театрально-музыкальной акцией. Это вызывает первые художественные разногласия, которые привели к частичной смене состава.
За это время удалось добиться первых успехов, стать лауреатами общегородского конкурса «Признание-2012» в номинации «Музыкальное творчество», выступить на закрытии петербургского «КИНОФОРУМа».

### 2013
Группу покидают актёры Никита Кузьмин и Егор Закреничный, их сменяют музыканты Даниил Левенстам (саксофон), Юрий Табуреткин (ударные) и Александр Костерин (тромбон). Группа прибавляет в качестве звучания, побеждает в региональном отборе международного фестиваля «Emergenza» и занимает 2 место на всероссийском финале в Москве.
Предпринимаются первые попытки записи альбома, но качество записей музыкантов не устраивает. Группа ищет студию и совершенно случайно оказывается на студии Galernaya 20, где группе заказывают записать несколько песен для детского спектакля. Вопрос поиска студии решается, группа приступает к записи первого студийного альбома.

### 2014
По личной инициативе коллектив покидают Юрий Табуреткин и Александр Костерин. Группа начинает год с сольного концерта с новым ударником Вячеславом Холодионовым в клубе Backstage, куда неожиданно приезжает директор группы Billy’s Band Алла Резникова. Она предлагает помощь в развитии молодой команды. У группы появляется директор.
Под давлением музыкальной общественности Петербурга группе приходится поменять название «ИсаакДунаевский». Музыканты выбирают вариант «Дунаевский ORCHESTRA». Уже под новым названием группа становится лауреатами 2-х рок-фестивалей — «Revolution» и «Живой!». В качестве награды за победу в фестивале «Revolution» отправляется в Карелию на рок-фестиваль «Воздух».
Несколько раз приезжает в Москву с первыми сольными концертами в клубe «16 тонн» и других.
В группу приглашается новый участник — молодой клавишник и аранжировщик Денис Давыдов, который к этому времени уже работал сессионно на концертах и принимал участие в записи альбома.
В сентябре выходит первый официальный клип «Дунаевский ORCHESTRA» на песню «Вылезай из Контакта!».

### 2015
15 января в сеть загружается первый студийный альбом группы «Килограмм настоящей любви», в который входят 12 лучших композиций за весь период существования. Презентация альбома проходит большим концертом в клубе Jagger. В первом отделении группа играет альбомную программу, а во втором представляет на суд зрителей программу второго альбома, начало записи которого планируется весной 2015 года.
Группа впервые представляет своё творчество в эфире федерального общероссийского телевизионного канала «5 канал».

## Участники
Все участники «Дунаевский ORCHESTRA» — профессиональные артисты или музыканты.
- Константин Дунаевский (вокал, контрабас). Выпускник Санкт-Петербургской академии театрального искусства, мастерская Семёна Спивака. Артист Молодёжного театра на Фонтанке.
- Алишер Умаров (гитара). Выпускник Санкт-Петербургской академии театрального искусства, мастерская Сергея Бызгу.
- Гульнара Гилязова (вокал, перкуссия). Выпускница Санкт-Петербургского государственного института культуры.
- Сергей Казанов (труба). Выпускник Санкт-Петербургской государственной Консерватории им. Римского-Корсакова.
- Даниил Левенстам (саксофон). Выпускник Санкт-Петербургской государственной Консерватории им. Римского-Корсакова.
- Вячеслав Холодионов (ударные). Выпускник Санкт-Петербургского государственного института культуры.
- Денис Давыдов (клавиши). Выпускник Санкт-Петербургского государственного института культуры.

## Дискография

### Альбомы
- 2015 — «Килограмм настоящей любви»
- 2015 — «Заткнись, я люблю тебя!»

### Синглы
- 2014 — «Коротко и ясно»